# سی‌اس‌سی فایننشل
سی‌اس‌سی فایننشل (انگلیسی: CSC Financial) شرکت خدمات مالی و مدیریت دارایی چینی است، که در سال ۲۰۰۵ توسط شرکت سیتیک سکوریتیز تأسیس شد.